# دستان طراح
دستان طراح (به انگلیسی: Drawing Hands) یک لیتوگرافی اثر موریس اشر هنرمند  هلندی است که نخستین‌بار در ژانویه ۱۹۴۸ چاپ شد. این اثر تکه‌کاغذی را به تصویر می‌کشد که دو دست انسان از آن بیرون آمده‌اند و  پارادوکس‌وار‌ در حال کشیدن یکدیگر روی کاغذ هستند. هرچند که اشر در بسیاری از آثارش از مضامین متناقض‌نما استفاده کرده‌است، این یکی از واضح‌ترین آن‌هاست.
به این لیتوگرافی در کتاب گودل، اشر، باخ اثر داگلاس هافستادر اشاره شده‌است. در این کتاب هافستادر این اثر را نمونه‌ای از یک حلقه عجیب بر می‌شمرد. در کتاب ساختار و تفسیر برنامه‌های کامپیوتری نوشتهٔ هارولد ابلسن و جرالد جی ساسمن نیز به این طرح به عنوان تمثیلی برای شیوهٔ کار تابع‌های eval و apply (که یکدیگر را تغذیه می‌کنند) در  مفسرهای زبان‌های برنامه‌نویسی اشاره شده‌است.
طرح دستان طراح به وسیلهٔ هنرمندان بسیاری و در شیوه‌های بسیار متفاوتی کپی شده‌است. به عنوان مثال در حوزهٔ فناوری کشیدن دست‌های روباتی که مشغول ساختن یکدیگر هستند معمول است. 